# Tim Hepburn

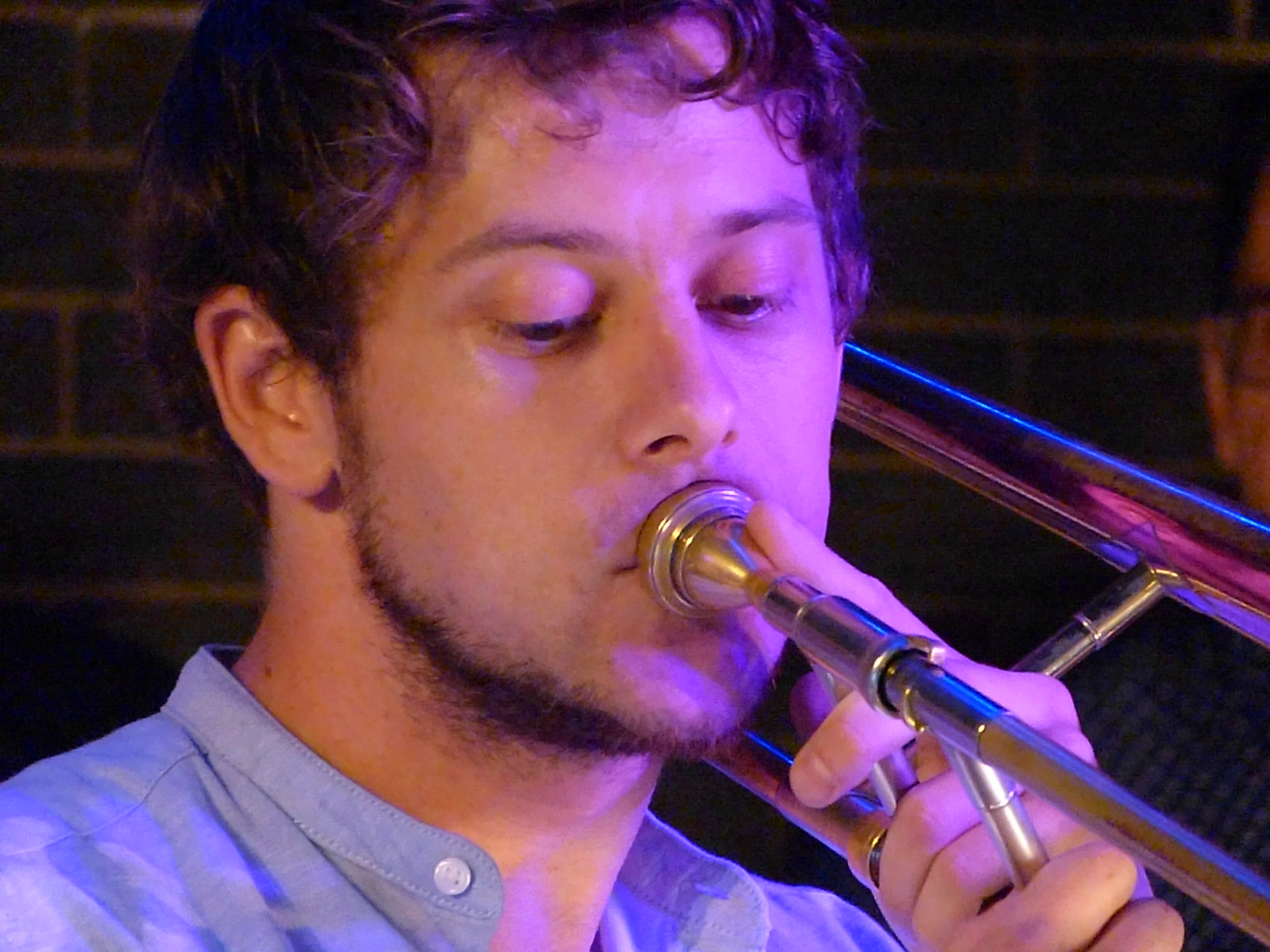
Tim Hepburn (2018)

Timothy „Tim“ Hepburn (* 1987 in Westaustralien) ist ein australischer Jazzmusiker (Posaune, Euphonium).

## Leben und Wirken
Hepburn begann in seiner Schulzeit, Posaune zu lernen. Nachdem er das Instrument zwei Semester an der West Australian Academy of Performing Arts in Perth studiert hatte, zog er nach Köln, wo er an der dortigen Musikhochschule Jazz-Posaune bei Henning Berg studierte (mit einem Auslandssemester an der Musikhochschule Luzern bei Nils Wogram). Er war Mitglied des Bundesjazzorchesters, mit dem das Album  City Grooves unter Leitung von Maria Baptist entstand, und des Landesjugendorchesters Hessen; mit beiden Formationen war er international auf Tournee.
Hepburn gehörte zum Alexander Bühl Sextett und dem New German Art Orchestra um Lars Seniuk (und ist mit beiden Formationen auf Tonträger dokumentiert). Weiterhin spielt er im Large Ensemble von Stefan Schultze und im Subway Jazz Orchestra, mit dem zwei Alben entstanden. Weiterhin tourte er mit Mark Forster und spielte mit Max Mutzke und Stefanie Heinzmann. Derzeit ist er Mitglied der Heavytones, die von September 2024 bis Juni 2025 wöchentlich in Stefan Raabs Fernsehshow Du gewinnst hier nicht die Million auftrat, sowie auch live spielt. Zudem ist er auf Alben von Karpatenhund, Gee Hye Lee, Carlos Reisch und der Tobias Becker Bigband zu hören. 
Hepburn lehrt seit 2024 als Professor für Jazz-Posaune an der Hochschule für Musik Würzburg in den Bereichen Jazz-Posaune und Ensemble-Leitung.